# بان ديسويو
بان ديسويو! ("إنه خبز !") هو منتج خبز يُباع في علبة. تم إنشاؤه بمساعدة طاهي معجنات يُدعى ايجي كاتو. تم استلهام المنتج من حقيقة أن الأطعمة المعلبة مثالية لحالات الطوارئ بسبب فترة صلاحية الطويلة . تمكن كاتو من إنشاء منتج بدون مواد حافظة أو إضافات غذائية ومن شأنها أن تبقى طازجة في علبة لمدة ثلاث سنوات. ويصنع بان ديسويو مجموعة من ستة أشخاص معاقين بدنياً مقيمين في نُزل في لايت هاوس ناغويا كاوا. اكتمل المصنع الذي يستخدمونه في أوائل شهر نيسان في منطقة ناغويا كوي.
توجد ثلاثة أصناف لبان ديسويو: رقائق الشكولاتة، الزبيب والفاكهة، والقهوة والفواكه بنكهة الجوز.